# Аквариум
Вижте пояснителната страница за други значения на Аквариум.
Аква́риумът e съд, предназначен за отглеждане на риби. Той е пълен с вода, има поне една прозрачна стена и е направен от стъкло (по-рядко пластмаса).

## Видове аквариуми
- Най-често под аквариум се подразбира домашен (стаен) аквариум за отглеждане на аквариумни риби в домашни условия. По технически причини максималният обем на такъв аквариум обикновено не превишава 1 кубически метър.

- Обществените аквариуми, предназначени за демонстрация на водна флора и фауна и съществуващи в зоопаркове или други учреждения, могат да достигнат обем от 7500 м³.

## История
Първият обществен аквариум в света е бил изграден в зоопарка на Лондон през 1853 г. Хората харесали възможността да наблюдават и изучават поведението на рибите и примерът бил последван и в Ню Йорк, Бостън, Париж и Берлин. През 1896 г. е направено такова място за забаление и в Русия. Днес във всяка страна има по един или по няколко такива атракциона.

## Обитатели на аквариума
В аквариума могат да се отглеждат практически всякакви същества, които в природата живеят във вода: морски и пресноводни риби, растения, ракообразни, мекотели, земноводни, влечуги и корали.

## Материали
За поддържане на биологическо равновесие в аквариума се използват различни приспособления: аератори, механически и биологически филтри, терморегулатори и много други.